# Laurie Cunningham
Laurie Paul Cunningham (Archway, 8 maart 1956 – Madrid, 15 juli 1989) was een Engels voetballer. Hij was een buitenspeler, doorgaans op links, en speelde voor Real Madrid van 1979 tot 1984. Hij werd Spaans landskampioen in 1980 en won twee keer de Copa del Rey. Cunningham won daarnaast de FA Cup met Wimbledon. Hij speelde zes interlandwedstrijden in het Engels voetbalelftal. Op 15 juli 1989 overleed de 33-jarige aanvaller bij een auto-ongeluk in Madrid.

## Biografie

### Jeugd
Cunningham was de eerste zwarte Afrikaan die het Engels voetbalelftal vertegenwoordigde op alle mogelijke niveaus – bij de jeugd en de beroeps – tot de FA dat in 2013 reviseerde. Cunningham werd afgewezen door Arsenal en doorgestuurd naar Leyton Orient in 1974.

### Real Madrid
Via de toenmalige subtopper West Bromwich Albion (1977-1979), waar hij samenspeelde met Cyrille Regis en 21 maal scoorde uit 86 wedstrijden, belandde de buitenspeler in Spanje bij het grote Real Madrid van sleutelspelers als Santillana en Vicente del Bosque. Cunningham, die met een blessure sukkelde, was niet fit voor de Europacup I-finale van 1981 tegen het Liverpool van de legendarische coach Bob Paisley. Desondanks speelde hij de volledige wedstrijd. Real Madrid verloor die finale met 1–0. Liverpool-verdediger Alan Kennedy scoorde in de 85ste minuut. Cunningham werd verplicht om te spelen door zijn coach, de Joegoslaviër Vujadin Boškov. "Je gaat spelen of je carrière is voorbij", had Boškov 'gedreigd'. Tussen 1979 en 1984 speelde hij 66 wedstrijden voor De Koninklijke. Hij maakte 20 doelpunten voor Madrid. In 1980 werd men voor het derde jaar op rij landskampioen. In 1979 en 1980 werd de Copa del Rey gewonnen. Cunningham won zo twee dubbels met Madrid. Hierna ging het bergafwaarts met zijn prestaties bij de Europese grootmacht.

### Latere carrière
In 1983 werd Cunningham door Madrid uitgeleend aan slapende reus Manchester United. In het seizoen 1979/80, waarin Real kampioen werd, scoorde hij acht doelpunten uit 29 wedstrijden. Daarna liep het echter minder voor de Engelsman en hij was uitgekeken op Madrid en/of andersom. In 1984 verruilde Cunningham het Estadio Santiago Bernabéu voor het Stade Vélodrome van het Franse Olympique Marseille. Hier bleef hij een seizoen en scoorde opnieuw acht keer, uit 30 gespeelde wedstrijden. In 1985 keerde de aanvaller terug naar Engeland, waar hij voor Leicester City uitkwam in de First Division.
In een periode waarin de buitenspeler schipperde tussen Spanje, Frankrijk en Engeland – Real Madrid leende hem in 1984 uit aan Sporting Gijón – was Cunningham in het seizoen 1986/1987 actief bij het Spaanse Rayo Vallecano, uitkomend in de Segunda División. Cunningham speelde als buitenspeler en scoorde drie maal. In 1988 tekende Cunningham bij de Engelse eersteklasser Wimbledon. Op 14 mei 1988 won hij verrassend de FA Cup tegen het dominante Liverpool van speler-coach Kenny Dalglish. Cunningham mocht na 56 minuten invallen voor Alan Cork. De cultfiguur en niet onbesproken John Fashanu leidde de aanval, de Noord-Ierse middenvelder Lawrie Sanchez maakte het enige doelpunt in de 37ste minuut.
Na die triomf met Wimbledon, waar hij evenwel zes competitiewedstrijden speelde en slechts twee maal doel trof, transfereerde Cunningham in 1989 naar de Belgische eersteklasser Sporting Charleroi. Hij speelde één wedstrijd voor Charleroi. Nog datzelfde seizoen 1988/1989 keerde de aanvaller terug naar Spanje en Rayo Vallecano. Zijn laatste succes was een promotie naar La Liga, maar daar zou hij nooit meer in spelen. De zomerstop zou namelijk noodlottig worden voor Cunningham.

## Overlijden
Cunningham was op 15 juli 1989 betrokken bij een auto-ongeluk nabij Madrid en overleefde dit niet. Hij liet zijn Spaanse echtgenote en een 1-jarig zoontje na.

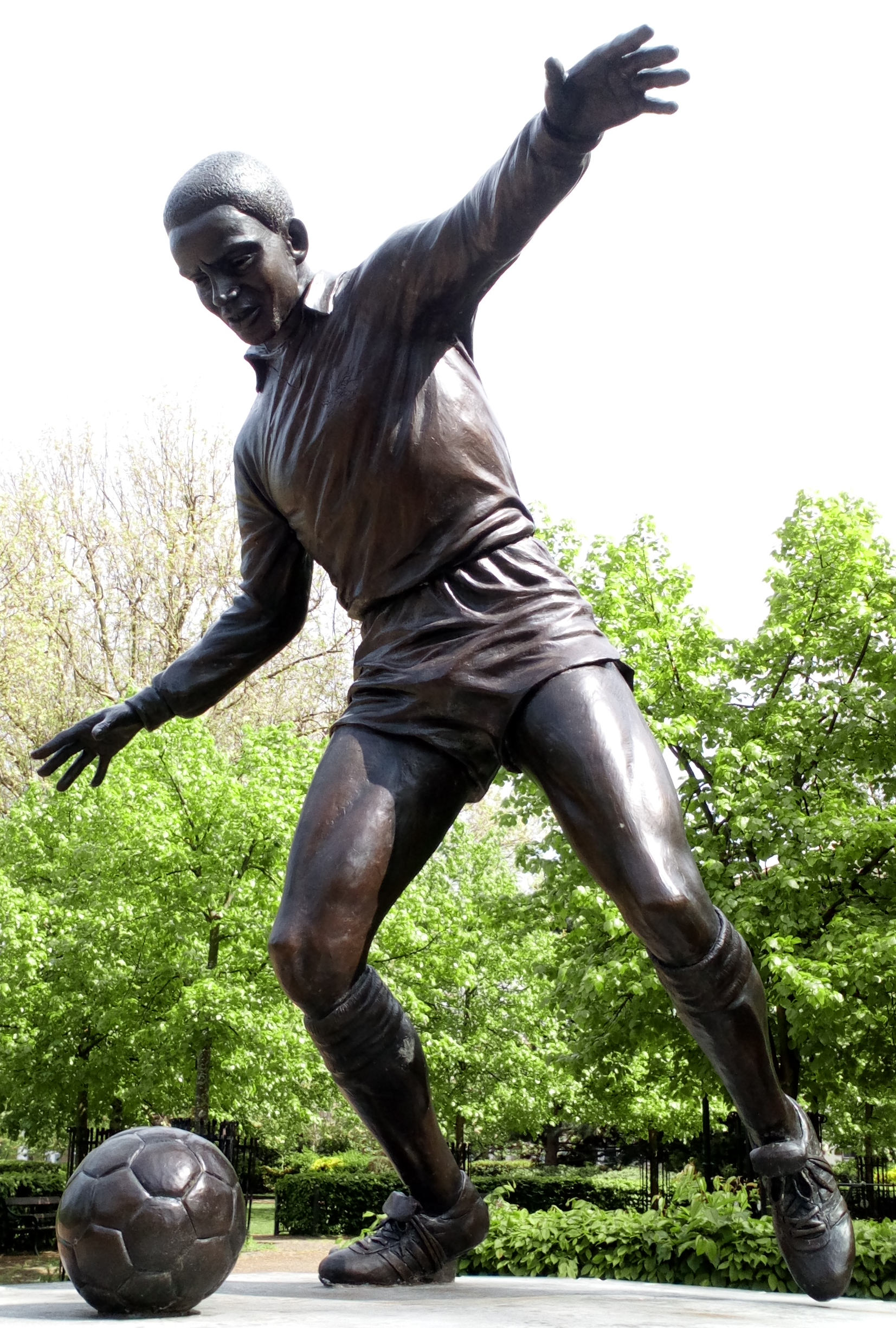
Standbeeld van Laurie Cunningham in Leyton

## Erelijst
Real Madrid CF
- La Liga

1980
- Copa del Rey

1979, 1980
 Wimbledon FC
- FA Cup

1988